# La Garra
La Garra är en ort i Mexiko.   Den ligger i kommunen Cutzamala de Pinzón och delstaten Guerrero, i den södra delen av landet, 190 km sydväst om huvudstaden Mexico City. La Garra ligger 266 meter över havet och antalet invånare är 121.
Terrängen runt La Garra är kuperad österut, men västerut är den platt. Runt La Garra är det ganska tätbefolkat, med 129 invånare per kvadratkilometer. Närmaste större samhälle är Ciudad Altamirano, 13,6 km sydväst om La Garra. Omgivningarna runt La Garra är en mosaik av jordbruksmark och naturlig växtlighet.